# Arie de Jong (vívó)
Adrianus Egbert Willem „Arie” de Jong (Plantungan, 1882. június 21. – Hága, 1966. december 23.) világbajnok, olimpiai bronzérmes holland vívó, katonatiszt, vendéglős.

## Sportpályafutása
Mindhárom fegyvernemben versenyzett, de nemzetközi szintű eredményeit párbajtőr- és kardvívásban érte el.